# イエロー・ジャーナリズム

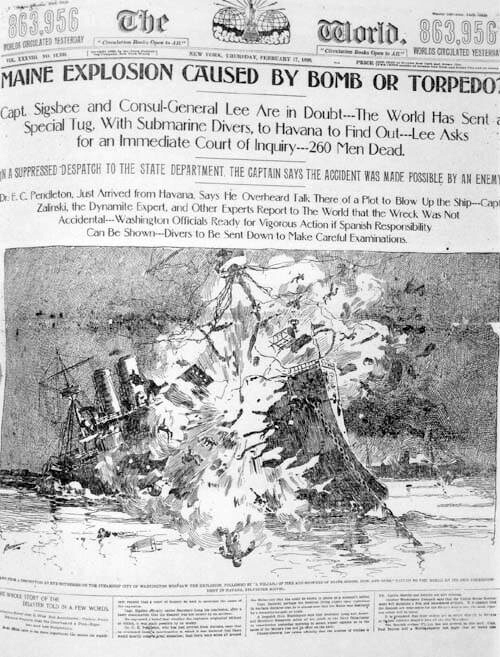
黄色新聞の記事

イエロー・ジャーナリズム（英: Yellow Journalism）とは、新聞の発行部数等を伸ばすために、事実報道よりも扇情的である事を売り物とする形態のジャーナリズムのこと。赤新聞に近い。
1890年代に、ジョーゼフ・ピューリツァー発行の『ニューヨーク・ワールド』紙とウィリアム・ランドルフ・ハーストの『ニューヨーク・ジャーナル・アメリカン』紙が、漫画『イエロー・キッド』を奪い合って載せた事に由来する。共に「黄色新聞（イエロー・ペーパー）」として知られた。
これは、多彩な形容詞と誇張の使用や、迅速さを優先して事実検証不足のニュース速報あるいは全出来事の慎重な偽造によって作り出された物語などのような形式をとる場合がある。
黄色新聞に扇情的に扱われた人間の興味・話題は、特にアメリカ合衆国で、19世紀を通じて発行部数と読者数を極度に増加させた。

## 主な特徴
歴史家のフランク・ルーサー・モットは1941年に以下の5つをイエロージャーナリズムの特徴として挙げている。
- 赤や黒の大きな活字で人を驚かせるような見出しをつける。大したニュースでもないことが多いため、全体として嘘臭い構成になる。
- 絵や写真を多用するが、その多くはどうでもいいようなもので、盗用や捏造も見られる。
- あらゆる種類の詐欺的行為が行なわれている。たとえば、インタビューやストーリーの捏造、誤解を招く見出し、科学的根拠のロンダリングなど。
- 日曜版には、カラーの漫画や中身の薄い記事が掲載された付録がつく。
- 社会的公正の支持であるかのように振る舞う。

## NYワールド紙 vs NYジャーナル紙
扇情的な通俗記事や娯楽記事の掲載でピューリッツァーがニューヨーク・ワールド紙の部数を飛躍的に伸ばしたことを見て、ハーストも同種のニューヨーク・ジャーナル紙の発行を始めた。ジャーナル紙はワールド紙の半額で、よりセンセーショナルな記事を満載して部数を伸ばした。両紙による読者獲得のための熾烈な競争が始まり、1896年に、ハーストはワールド紙のスタッフをごっそり引き抜いた。ワールド紙日曜版の人気漫画イエロー・キッドの作者も引き抜き、臆面もなくジャーナル紙でイエロー・キッドを連載させた。ピューリッツァーも別の漫画家を雇い、イエロー・キッドの連載を続けて対抗した。このことから、両紙は「イエロー・キッド新聞」と揶揄され、ここからイエロー・ジャーナリズムという言葉が生まれた。ニューヨークでのこの販売競争はアメリカ各地の新聞社にも飛び火し、扇情的なイエロージャーナリズムはまたたく間に全米に広まった。